# Konverzivni poremećaj
U konverzivnom poremećaju klasični simptomi sugeriraju bolest povezanu s nekim neurološkim oštećenjem, iako pregledi pokazuju da tjelesni organi i živčani sustav normalno funkcioniraju. Bolesnici mogu iskusiti djelomičnu ili potpunu kljenut ruku ili nogu. Vid može biti ozbiljno poremećen. Afonija – gubitak normalnog glasa i svih oblika govorenja osim šaputanja; anozmija – gubitak ili poremećaj njušnog osjeta; lažna trudnoća. 
Konverzivni simptomi svojom naravi pokazuju da su povezani sa psihološkim čimbenicima. Obično se pojavljuju iznenadno u stresogenim situacijama, omogućujući osobi da izbjegne neku djelatnost ili odgovornost ili stekne silno željenu pozornost.

## Vanjske poveznice
- Psiho.net  Arhivirana inačica izvorne stranice od 2. veljače 2010. (Wayback Machine)